# Emmanuel Emenike
Emmanuel Chinenye Emenike (Otuocha, Aguleri, 10 de maio de 1987) é um ex-futebolista nigeriano que atuava como atacante. 

## Carreira
Iniciou a carreira no Delta Force, de seu país natal, em 2007. Entre 2008 e 2009, jogou na África do Sul, defendendo o Mpumalanga Black Aces e o Cape Town, respectivamente.
Viveu seu melhor momento no futebol turco, principalmente no Karabükspor, onde marcou 30 gols em 50 partidas, com destaque para um hat-trick marcado frente ao Mersin İdmanyurdu. Com a sua contratação por parte do tradicional Fenerbahçe, o Karabükspor receberia 9 milhões de euros referentes à ida de Emenike ao time de Istambul, onde não entrou em campo nenhuma vez. 
Com o escândalo no futebol turco envonveldo manipulação de jogos por apostas, Emenike foi preso como suspeito de estar envolvido, mas foi libertado mais tarde por falta de provas e desde julho de 2011 defende o Spartak Moscou que pagou 10 milhões de euros ao Fenerbahçe pela sua contratação.

### Seleção
Emenike defende a Seleção Nigeriana desde 2011 e em 2013 foi campeão da Copa das Nações Africanas, onde foi o artilheiro da competição com 4 gols marcados.
Em 2014, defendeu seu país na Copa do Mundo FIFA de 2014, realizada no Brasil.

## Títulos
Karabükspor
- Campeonato Turco - 2ª divisão: 2009-10

Spartak Moscow
- Copa do Sol: 2012

Fenerbahçe
- Campeonato Turco: 2013-14
- Supercopa da Turquia: 2014

Seleção Nigeriana
- Copa das Nações Africanas: 2013